# Alphonse Didier-Nauts

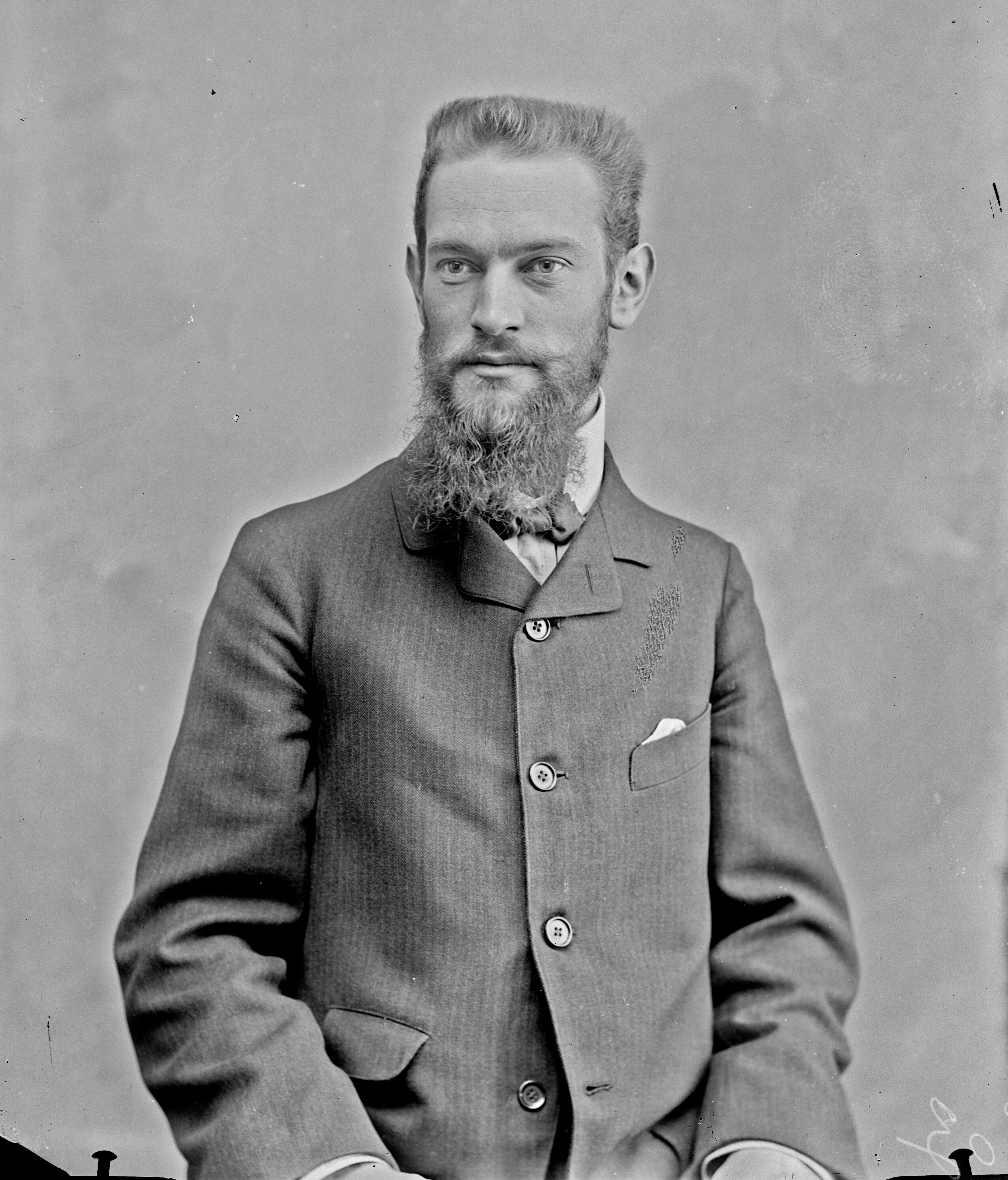
Alphonse Didier-Nauts (1903)

Alphonse Didier-Nauts (* 21. Mai 1877 in Antwerpen; † unbekannt) war ein belgischer Bahnradsportler und Weltmeister.
Bei den ersten offiziellen Bahn-Weltmeisterschaften des neugegründeten Weltradsportverbandes Union Cycliste Internationale (UCI) im Jahr 1900 wurde Alphonse Didier-Nauts Weltmeister im Sprint der Amateure.